# Stelis pachyrrhiza
Stelis pachyrrhiza är en orkidéart som beskrevs av Carlyle August Luer och Roberto Vásquez. Stelis pachyrrhiza ingår i släktet Stelis och familjen orkidéer. Inga underarter finns listade i Catalogue of Life.